# New Mater Volley 2016-2017
Questa voce raccoglie le informazioni riguardanti la New Mater Volley nelle competizioni ufficiali della stagione 2016-2017.

## Stagione
La stagione 2016-17 è per la New Mater Volley, sponsorizzata da BCC, la terza in Serie A2: il club pugliese torna nella serie cadetta del campionato italiano a seguito della promozione dopo il secondo posto nel proprio girone della Serie B1 2015-16. Viene confermato l'allenatore Giuseppe Lorizio, così come alcuni giocatori autori della promozione: Roberto Cazzaniga, Giuseppe Barbone, Mario Ferraro, Augusto Quarta e Francesco Astarita; tra i nuovi acquisti quelli di Domenico Cavaccini, Bruno Canuto, Fernando Garnica, Djalma Moreira e Luca Presta mentre tra le cessioni quelle di Marco Ranieri Tenti, Giuseppe D'Amico e Giosi Lanzillotta.
Nel girone di andata del campionato la New Mater Volley conquista esclusivamente vittorie e una sola sconfitta, alla settima giornata, contro l'Emma Villas Volley: il primo posto in classifica consente alla squadra di accede alla Coppa Italia di categoria. Il cammino è identico anche nel girone di ritorno, con tutte vittorie e una sola gara persa, sempre contro il club di Siena, ottenendo, al termine della regular season, il secondo posto in classifica nel proprio girone. Partecipa quindi alla pool promozione: nel girone di andata viene sconfitta alla prima giornata dalla Marconi Volley Spoleto, per poi vincere tutte le gare successive, mentre in quello di ritorno perde alla prima e all'ultima giornata chiudendo al primo posto in classifica. Nei quarti di finale dei play-off promozione supera in due gare la Tuscania Volley, mentre nelle semifinali incontra l'Olimpia Pallavolo: dopo aver perso le prime due gare, la squadra di Castellana Grotte vince le tre successive, qualificandosi per la serie finale. In finale la sfida è contro la Marconi Volley Spoleto: dopo aver perso gara 1, vince gara 2 e 3 per poi essere nuovamente sconfitta in gara 4, fino al successo in gara 5 che decreta il ritorno dei pugliesi in Serie A1.
Grazie al primo posto al termine del girone di andata della regular season nel proprio raggruppamento, la New Mater partecipa alla Coppa Italia di Serie A2: tuttavia viene sconfitta nei quarti di finale, in casa, dal Junior Volley Civita Castellana, venendo eliminata dalla competizione.

## Organigramma societario
Area direttiva
- Presidente: Gaetano Carpinelli
- Vicepresidente: Roberto Dello Russo

Area organizzativa
- Direttore generale: Francesco Pace
- Direttore sportivo: Bruno De Mori

Area tecnica
- Allenatore: Giuseppe Lorizio
- Allenatore in seconda: Giuseppe Calisi
- Scout man: Antonella Ippolito
- Responsabile settore giovanile: Fabio Malerba

Area comunicazione
- Addetto stampa: Giancarla Manzari
- Responsabile comunicazione: Pier Paolo Lorizio
- Fotografo: Giampiero Consaga
- Telecronista: Vittorio Minoia

Area sanitaria
- Medico: Giosuè Dell'Aera
- Preparatore atletico: Massimiliano D'Elia
- Fisioterapista: Andrea Giancaspro
- Osteopata: Francesco Boggia

## Rosa
| N° | Nome               | Ruolo | Data di nascita  | Nazionalità sportiva |
| -- | ------------------ | ----- | ---------------- | -------------------- |
| 1  | Roberto Cazzaniga  | S/O   | 28 ottobre 1979  | Italia               |
| 3  | Domenico Cavaccini | L     | 13 marzo 1987    | Italia               |
| 4  | Bruno Canuto       | S     | 2 maggio 1990    | Brasile              |
| 5  | Domenico Pace      | L     | 2 agosto 2000    | Italia               |
| 6  | Luca Presta        | C     | 6 dicembre 1995  | Italia               |
| 7  | Francesco Astarita | S     | 4 luglio 1993    | Italia               |
| 8  | Fabio Scio         | S     | 15 giugno 1993   | Italia               |
| 9  | Savino Di Noia     | P     | 9 luglio 1983    | Italia               |
| 9  | Leonardo Parisi    | P     | 3 giugno 1985    | Italia               |
| 10 | Mario Ferraro      | C     | 22 ottobre 1987  | Italia               |
| 11 | Fernando Garnica   | P     | 19 luglio 1980   | Italia               |
| 12 | Djalma Moreira     | S     | 29 novembre 1992 | Brasile              |
| 15 | Danilo De Santis   | S/O   | 1º aprile 1993   | Italia               |
| 17 | Augusto Quarta     | C     | 17 ottobre 1993  | Italia               |
| 18 | Giuseppe Barbone   | C     | 2 maggio 1974    | Italia               |

## Mercato
| Acquisti | Acquisti           | Acquisti            | Acquisti   |
| R.       | Nome               | da                  | Modalità   |
| -------- | ------------------ | ------------------- | ---------- |
| S        | Bruno Canuto       | Minas               | definitivo |
| L        | Domenico Cavaccini | Marconi             | definitivo |
| S/O      | Danilo De Santis   | Sarroch             | definitivo |
| P        | Fernando Garnica   | Corigliano Volley   | definitivo |
| S        | Djalma Moreira     | Dar Kulaib          | definitivo |
| P        | Leonardo Parisi    | Rinascita Lagonegro | definitivo |
| C        | Luca Presta        | Callipo             | definitivo |
| C        | Augusto Quarta     | Potentino           | definitivo |

| Cessioni | Cessioni            | Cessioni | Cessioni   |
| R.       | Nome                | a        | Modalità   |
| -------- | ------------------- | -------- | ---------- |
| S        | Alessio De Mori     | ?        | definitivo |
| C        | Giuseppe D'Amico    | Ostuni   | definitivo |
| P        | Savino Di Noia      | -        | ritirato   |
| S        | Giosi Lanzillotta   | ?        | definitivo |
| P        | Adam Quarantelli    | ?        | definitivo |
| L        | Danilo Rinaldi      | ?        | definitivo |
| S        | Marco Ranieri Tenti | Hydra    | definitivo |

## Risultati

### Serie A2

#### Regular season

##### Girone di andata
| 1ª giornata - 8 ottobre 2016 PalaGrotte, Castellana Grotte       | New Mater        | 3 - 0 | Rinascita Lagonegro | 33-31, 25-17, 25-22               |
| 2ª giornata - 16 ottobre 2016 PalaJacazzi, Aversa                | Aversa           | 1 - 3 | New Mater           | 22-25, 19-25, 25-22, 17-25        |
| 3ª giornata - 22 ottobre 2016 PalaParenti, Santa Croce sull'Arno | Lupi Santa Croce | 0 - 3 | New Mater           | 19-25, 21-25, 27-29               |
| 4ª giornata - 30 ottobre 2016 PalaGrotte, Castellana Grotte      | New Mater        | 3 - 0 | Alessano            | 25-14, 25-18, 25-15               |
| 5ª giornata - 6 novembre 2016 Palasport Comunale, Ortona         | Impavida Ortona  | 1 - 3 | New Mater           | 17-25, 20-25, 30-28, 16-25        |
| 6ª giornata - 13 novembre 2016 PalaGrotte, Castellana Grotte     | New Mater        | 3 - 0 | Club Italia         | 25-22, 25-20, 25-18               |
| 7ª giornata - 19 novembre 2016 PalaEstra, Siena                  | Emma Villas      | 3 - 0 | New Mater           | 25-21, 26-24, 25-20               |
| 8ª giornata - 27 novembre 2016 PalaGrotte, Castellana Grotte     | New Mater        | 3 - 2 | Tuscania            | 25-27, 25-22, 24-26, 25-23, 15-11 |
| 9ª giornata - 4 dicembre 2016 PalaCivitanova, Civitanova Marche  | Potentino        | 2 - 3 | New Mater           | 25-20, 21-25, 23-25, 25-17, 11-15 |

##### Girone di ritorno
| 10ª giornata - 8 dicembre 2016 PalaAlberti, Lauria              | Rinascita Lagonegro | 2 - 3 | New Mater        | 25-19, 21-25, 25-22, 23-25, 14-16 |
| 11ª giornata - 11 dicembre 2016 PalaGrotte, Castellana Grotte   | New Mater           | 3 - 2 | Aversa           | 22-25, 25-18, 25-19, 22-25, 16-14 |
| 12ª giornata - 18 dicembre 2016 PalaGrotte, Castellana Grotte   | New Mater           | 3 - 1 | Lupi Santa Croce | 25-14, 22-25, 27-25, 25-18        |
| 13ª giornata - 26 dicembre 2016 Palazzetto dello Sport, Tricase | Alessano            | 2 - 3 | New Mater        | 25-20, 22-25, 26-24, 21-25, 11-15 |
| 14ª giornata - 5 gennaio 2017 PalaGrotte, Castellana Grotte     | New Mater           | 3 - 1 | Impavida Ortona  | 25-16, 23-25, 25-20, 25-20        |
| 15ª giornata - 8 gennaio 2017 Palazzetto dello Sport, Roma      | Club Italia         | 2 - 3 | New Mater        | 19-25, 21-25, 26-24, 25-22, 11-15 |
| 16ª giornata - 15 gennaio 2017 PalaGrotte, Castellana Grotte    | New Mater           | 0 - 3 | Emma Villas      | 22-25, 21-25, 19-25               |
| 17ª giornata - 21 gennaio 2017 PalaMalè, Viterbo                | Tuscania            | 0 - 3 | New Mater        | 22-25, 19-25, 17-25               |
| 18ª giornata - 4 febbraio 2017 PalaGrotte, Castellana Grotte    | New Mater           | 3 - 0 | Potentino        | 27-25, 25-19, 25-21               |

#### Pool promozione

##### Girone di andata
| 1ª giornata - 12 febbraio 2017 PalaGrotte, Castellana Grotte | New Mater | 2 - 3 | Marconi           | 18-25, 25-20, 25-20, 20-25, 6-15 |
| 2ª giornata - 15 febbraio 2017 PalaBigi, Reggio nell'Emilia  | Tricolore | 1 - 3 | New Mater         | 19-25, 27-25, 26-28, 17-25       |
| 3ª giornata - 19 febbraio 2017 PalaGrotte, Castellana Grotte | New Mater | 3 - 0 | Civita Castellana | 25-18, 25-22, 25-21              |
| 4ª giornata - 22 febbraio 2017 PalaManera, Mondovì           | Mondovì   | 0 - 3 | New Mater         | 20-25, 15-25, 20-25              |
| 5ª giornata - 25 febbraio 2017 PalaGrotte, Castellana Grotte | New Mater | 3 - 1 | Olimpia Bergamo   | 25-19, 25-18, 22-25, 27-25       |

##### Girone di ritorno
| 6ª giornata - 5 marzo 2017 PalaRota, Spoleto                      | Marconi           | 3 - 1 | New Mater | 23-25, 25-17, 25-15, 27-25       |
| 7ª giornata - 8 marzo 2017 PalaGrotte, Castellana Grotte          | New Mater         | 3 - 0 | Tricolore | 27-25, 25-21, 25-19              |
| 8ª giornata - 12 marzo 2017 Palazzetto dello Sport, Montefiascone | Civita Castellana | 0 - 3 | New Mater | 23-25, 23-25, 19-25              |
| 9ª giornata - 15 marzo 2017 PalaGrotte, Castellana Grotte         | New Mater         | 3 - 0 | Mondovì   | 27-25, 25-15, 25-18              |
| 10ª giornata - 19 marzo 2017 PalaNorda, Bergamo                   | Olimpia Bergamo   | 3 - 2 | New Mater | 21-25, 17-25, 25-21, 25-16, 15-9 |

#### Play-off promozione
| Quarti di finale (gara 1) - 26 marzo 2017 PalaGrotte, Castellana Grotte | New Mater       | 3 - 1 | Tuscania        | 28-26, 25-22, 22-25, 25-17        |
| Quarti di finale (gara 2) - 1º aprile 2017 PalaMalè, Viterbo            | Tuscania        | 1 - 3 | New Mater       | 25-19, 19-25, 18-25, 21-25        |
| Semifinali (gara 1) - 9 aprile 2017 PalaGrotte, Castellana Grotte       | New Mater       | 2 - 3 | Olimpia Bergamo | 25-21, 25-20, 22-25, 20-25, 9-15  |
| Semifinali (gara 2) - 16 aprile 2017 PalaOlimpia, Bergamo               | Olimpia Bergamo | 3 - 1 | New Mater       | 25-22, 25-23, 13-25, 25-18        |
| Semifinali (gara 3) - 19 aprile 2017 PalaGrotte, Castellana Grotte      | New Mater       | 3 - 1 | Olimpia Bergamo | 25-22, 25-23, 22-25, 25-14        |
| Semifinali (gara 4) - 22 aprile 2017 PalaOlimpia, Bergamo               | Olimpia Bergamo | 2 - 3 | New Mater       | 23-25, 25-23, 25-21, 20-25, 14-16 |
| Semifinali (gara 5) - 25 aprile 2017 PalaGrotte, Castellana Grotte      | New Mater       | 3 - 1 | Olimpia Bergamo | 23-25, 25-23, 25-20, 25-23        |
| Finale (gara 1) - 30 aprile 2017 PalaGrotte, Castellana Grotte          | New Mater       | 2 - 3 | Marconi         | 25-21, 20-25, 16-25, 28-26, 13-15 |
| Finale (gara 2) - 3 maggio 2017 PalaRota, Spoleto                       | Marconi         | 2 - 3 | New Mater       | 25-20, 25-22, 25-27, 21-25, 10-15 |
| Finale (gara 3) - 6 maggio 2017 PalaGrotte, Castellana Grotte           | New Mater       | 3 - 0 | Marconi         | 25-17, 25-16, 25-12               |
| Finale (gara 4) - 11 maggio 2017 PalaRota, Spoleto                      | Marconi         | 3 - 0 | New Mater       | 25-23, 25-19, 25-23               |
| Finale (gara 5) - 14 maggio 2017 PalaGrotte, Castellana Grotte          | New Mater       | 3 - 2 | Marconi         | 25-22, 13-25, 23-25, 26-24, 15-13 |

### Coppa Italia di Serie A2

#### Fase a eliminazione diretta
| Quarti di finale - 15 dicembre 2016 PalaGrotte, Castellana Grotte | New Mater | 2 - 3 | Civita Castellana | 25-23, 22-25, 25-23, 23-25, 14-16 |

## Statistiche

### Statistiche di squadra
| Competizione             | Punti | In casa | In casa | In casa | In trasferta | In trasferta | In trasferta | Totale | Totale | Totale |
| Competizione             | Punti | G       | V       | P       | G            | V            | P            | G      | V      | P      |
| ------------------------ | ----- | ------- | ------- | ------- | ------------ | ------------ | ------------ | ------ | ------ | ------ |
| Serie A2                 | 39    | 21      | 17      | 4       | 19           | 14           | 5            | 40     | 31     | 9      |
| Coppa Italia di Serie A2 | -     | 1       | 0       | 1       | -            | -            | -            | 1      | 0      | 1      |
| Totale                   | -     | 22      | 17      | 5       | 19           | 14           | 5            | 41     | 31     | 10     |

G = partite giocate; V = partite vinte; P = partite perse

### Statistiche dei giocatori
| Giocatore    | Serie A2 | Serie A2 | Serie A2 | Serie A2 | Serie A2 | Coppa Italia di Serie A2 | Coppa Italia di Serie A2 | Coppa Italia di Serie A2 | Coppa Italia di Serie A2 | Coppa Italia di Serie A2 | Totale | Totale | Totale | Totale | Totale |
| Giocatore    | P        | PT       | AV       | MV       | BV       | P                        | PT                       | AV                       | MV                       | BV                       | P      | PT     | AV     | MV     | BV     |
| ------------ | -------- | -------- | -------- | -------- | -------- | ------------------------ | ------------------------ | ------------------------ | ------------------------ | ------------------------ | ------ | ------ | ------ | ------ | ------ |
| F. Astarita  | 9        | 8        | 7        | 0        | 1        | 0                        | 0                        | 0                        | 0                        | 0                        | 9      | 8      | 7      | 0      | 1      |
| G. Barbone   | 7        | 1        | 1        | 0        | 0        | 0                        | 0                        | 0                        | 0                        | 0                        | 7      | 1      | 1      | 0      | 0      |
| B. Canuto    | 40       | 430      | 353      | 49       | 28       | 1                        | 2                        | 2                        | 0                        | 0                        | 41     | 432    | 355    | 49     | 28     |
| D. Cavaccini | 40       | 2        | 2        | 0        | 0        | 1                        | 0                        | 0                        | 0                        | 0                        | 41     | 2      | 2      | 0      | 0      |
| R. Cazzaniga | 39       | 648      | 527      | 45       | 76       | 1                        | 28                       | 25                       | 0                        | 3                        | 40     | 676    | 552    | 45     | 79     |
| D. De Santis | 38       | 63       | 53       | 6        | 4        | 1                        | 1                        | 1                        | 0                        | 0                        | 39     | 64     | 54     | 6      | 4      |
| S. Di Noia   | 6        | 0        | 0        | 0        | 0        | -                        | -                        | -                        | -                        | -                        | 6      | 0      | 0      | 0      | 0      |
| M. Ferraro   | 37       | 296      | 175      | 95       | 26       | 1                        | 6                        | 4                        | 2                        | 0                        | 38     | 302    | 179    | 97     | 26     |
| F. Garnica   | 38       | 119      | 57       | 28       | 34       | 1                        | 2                        | 1                        | 0                        | 1                        | 39     | 121    | 58     | 28     | 35     |
| D. Moreira   | 40       | 682      | 626      | 22       | 34       | 1                        | 29                       | 28                       | 0                        | 1                        | 41     | 711    | 654    | 22     | 35     |
| D. Pace      | 7        | 0        | 0        | 0        | 0        | 0                        | 0                        | 0                        | 0                        | 0                        | 7      | 0      | 0      | 0      | 0      |
| L. Parisi    | 18       | 4        | 1        | 3        | 0        | 1                        | 0                        | 0                        | 0                        | 0                        | 19     | 4      | 1      | 3      | 0      |
| L. Presta    | 40       | 270      | 175      | 78       | 17       | 1                        | 11                       | 5                        | 5                        | 1                        | 41     | 281    | 180    | 83     | 18     |
| A. Quarta    | 20       | 64       | 43       | 12       | 9        | 1                        | 0                        | 0                        | 0                        | 0                        | 21     | 64     | 43     | 12     | 9      |
| F. Scio      | 28       | 19       | 15       | 2        | 2        | 1                        | 3                        | 2                        | 0                        | 1                        | 29     | 22     | 17     | 2      | 3      |

P = presenze; PT = punti totali; AV = attacchi vincenti; MV = muri vincenti; BV = battute vincenti